# کل‌گرایی منطقی
در فلسفه، کل‌گرایی منطقی این باور است که جهان به گونه‌ای عمل می‌کند که هیچ جزئی را نمی‌توان بدون شناخت ابتدا کلیت آن شناخت.
کل‌گرایی نظری نظریه ای در فلسفه علم است که بر مبنای آن یک نظریه علمی را فقط می‌توان با نگاهی کلی درک کرد. این نظریه توسط پی‌یر دوهم ارائه شد. مجموع نظریه‌های مختلف علم با قیاس‌پذیری بودن آنها درک می‌شوند و اجازه می‌دهند گزاره‌های یک نظریه به جملاتی در نظریه دیگر تبدیل شوند. : II ریچارد رورتی استدلال می‌کرد که وقتی دو نظریه ناسازگار هستند، فرایند هرمنوتیک ضروری است. : II 
کل‌گرایی عملی مفهومی در کار مارتین هایدگر است که بیان می‌کند نمی‌توان درک کاملی از تجربه خود از واقعیت ایجاد کرد، زیرا شیوه وجودی فرد در اعمال فرهنگی و در محدودیت‌های وظیفه ای که فرد انجام می‌دهد نهفته شده‌است. : III 
برتراند راسل نتیجه گرفت که «کل نگری منطقی دیالکتیکی هگل باید به نفع منطق جدید تحلیل گزاره ای کنار گذاشته شود.» و شکلی از اتمیسم منطقی را معرفی کرد.